# Olginate
Olginate là một đô thị trong tỉnh Lecco, trong vùng Lombardia của Ý, cự ly khoảng 40 km về phía đông bắc của Milan và khoảng 6 km về phía nam của Lecco. Tại thời điểm ngày 31 tháng 12 năm 2004, đô thị này có dân số 6.926 người và diện tích là 7,9 km².
Đô thị Olginate có các frazione (subdivision) consonno.
Olginate giáp các đô thị: Airuno, Brivio, Calolziocorte, Galbiate, Garlate, Valgreghentino, Vercurago.